# Trichopternoides thorelli
Genre
Espèce
Synonymes
- Erigone thorellii Westring, 1861
- Walckenaera fastigata Blackwall, 1864
- Hypselistes paludicola Tullgren, 1955
- Hypselistes paludosus Miller, 1966

Trichopternoides thorelli, unique représentant du genre Trichopternoides, est une espèce d'araignées aranéomorphes de la famille des Linyphiidae.

## Distribution
Cette espèce se rencontre en zone paléarctique occidentale.

## Publications originales
- Westring, 1861 : Araneae svecieae. Göteborgs Kungliga Vetenskaps- och Vitterhets-samhälles Handlingar, vol. 7, p. 1-615.
- Wunderlich, 2008 : Descriptions of new taxa of European dwarf spiders (Araneae: Linyphiidae: Erigonidae). Beiträge zur Araneologie, vol. 5, p. 685-697.